# Michael Orah
Michael Orah (sinh ngày 3 tháng 7 năm 1985) là một cầu thủ bóng đá người Indonesia hiện tại thi đấu cho câu lạc bộ Indonesia Persija Jakarta ở Liga 1 Gojek Traveloka